# Scoglio del Tonno
Scoglio del Tonno es un yacimiento arqueológico situado en un promontorio próximo a la ciudad de Tarento, en Italia. Entre 1899 y 1900 se realizó en este lugar una excavación de rescate dado que se estaban realizando obras para la construcción de una estación del ferrocarril. Después de estas obras, el yacimiento quedó destruido.
Los hallazgos que se pudieron recuperar incluyen restos de la Edad del Bronce y de los comienzos de la Edad del Hierro que inicialmente fueron clasificados por el arqueólogo Quintino Quagliati en tres capas estratigráficas: la más profunda pertenecía a la Edad del Bronce Antigua, la intermedia a una serie de edificios asociados a la cultura subapenínica y la tercera a una mezcla de material  cerámico micénico, protocorintio y de fabricación local.
El asentamiento tenía la ventaja estratégica de ser uno de los mejores puertos naturales del área y contaba con murallas defensivas. También se encontraron restos de varios edificios. El más importante medía 20 x 15 m y constaba de varias habitaciones y un muro en forma de ábside. En el yacimiento se ha encontrado abundante cerámica micénica en una proporción muy alta con respecto a la cerámica de producción local, así como dos estatuas de culto micénicas y algunos objetos de metal. Se cree que este lugar era un emporio que facilitaba contactos comerciales entre la península itálica y el Egeo, e incluso pudo ser una colonia permanente de los micénicos, aunque es de destacar que su cerámica está más relacionada con la de la isla de Rodas que con la del área continental micénica.